# Álvaro Fernández (Fußballspieler, 1985)
Álvaro Fernández, vollständiger Name Álvaro Fernández Gay, (* 11. Oktober 1985 in Nueva Palmira) ist ein uruguayischer ehemaliger Fußballspieler.

## Karriere

### Verein
Der El Flaco genannte Fernández begann seine fußballerische Laufbahn im Profifußball in der Apertura 2006 in der zweiten uruguayischen Liga beim Club Atlético Atenas. Dort absolvierte er 15 Ligabegegnungen und erzielte drei Treffer. Anschließend wechselte er zur Clausura 2007 zunächst zu den Montevideo Wanderers. In jener Spielzeit kam er auf 13 Einsätze (zwei Tore) in der Primera División. Auch in den folgenden beiden Halbrunden stand er dort im Kader und wurde somit insgesamt in 43 Ligabegegnungen (drei Tore) aufgestellt. Von dort aus führte ihn sein Weg über eine Zwischenstation in der Apertura 2008 beim mexikanischen Klub Puebla FC (13 Spiele, kein Tor) zu Nacional Montevideo, wo er mit 15 Meisterschaftseinsätzen und fünf erzielten Toren zum Titelgewinn der Saison 2008/09 beitrug. Auch in der Copa Libertadores und der Liguilla Pre Libertadores 2009 sind bei den Bolsos Einsatzdaten für ihn verzeichnet. Seine nächste Station war nun der portugiesische Verein Vitória Setúbal (Saison 2009/10, 9 Spiele, kein Tor). Ab Jahresbeginn 2010 spielte er bis Mai in Chile für Universidad de Chile, wiederum als Leihgabe. In Chile stand er elfmal (ein Tor) im Torneo Apertura in der Primera División auf dem Platz. Álvaro Fernández wechselte 29. Juni 2010 zum Seattle Sounders FC in die Major League Soccer als Designated Player. Am 31. Juli 2010 gab er sein Debüt in der MLS. Er wurde beim Spiel gegen die San Jose Earthquakes eingewechselt. Im Juli 2012 wechselte er nach je nach Quellenlage 59 oder 55 MLS-Einsätzen mit 13 erzielten Treffern zum MLS-Konkurrenten Chicago Fire. Dort absolvierte er im Jahr 2012 13 Spiele in der MLS und erzielte zwei Tore. Nachdem er in der ersten Jahreshälfte 2013 ab Mitte Januar sodann für sechs Monate auf Leihbasis bei Al Rayyan unter dem uruguayischen Coach Diego Aguirre spielte, stand er in der Spielzeit 2013/14 ebenfalls im Rahmen einer Leihe erneut bei seinem Ex-Klub Nacional Montevideo unter Vertrag. Dort kam er in der Apertura 2013 zu 14 Einsätzen in der Primera División und erzielte einen Treffer. Am 22. Januar 2014 wurde sein zunächst leihweiser Wechsel zum argentinischen Klub Gimnasia y Esgrima La Plata vermeldet. Er unterzeichnete einen Vertrag mit sechs Monaten Laufzeit. Für die Argentinier, die ihn ab Juli 2014 fest verpflichteten, absolvierte er 57 Ligaspiele (fünf Tore), zwei Partien (kein Tor) in der Copa Sudamericana 2014 und drei Begegnungen (kein Tor) der Copa Argentina. Ende Juli 2016 wechselte er erneut zu den Seattle Sounders und bestritt bislang (Stand: 15. Juli 2017) 23 Partien (ein Tor) in der MLS.

### Nationalmannschaft
Fernández gehörte mindestens im Juni 2007 der von Roland Marcenaro betreuten U-23-Auswahl Uruguays an. Der Mittelfeldspieler ist auch Mitglied der Nationalmannschaft Uruguays. Er wurde von Nationaltrainer Óscar Tabárez in das Aufgebot seines Heimatlandes für die Fußball-Weltmeisterschaft 2010 berufen. Dort stand er viermal auf den Platz. Seit seinem Debüt am 1. April 2009 im WM-Qualifikationsspiel gegen Chile absolvierte er insgesamt zwölf Länderspiele, bei denen ihm ein persönlicher Torerfolg aber verwehrt blieb. Nachdem er vorläufig letztmals am 2. Juli 2010 in einem Spiel der Nationalmannschaft zum Einsatz kam, feierte er mit seiner Einwechslung beim Qualifikations-Länderspiel gegen Bolivien am 16. Oktober 2012 nach mehr als zwei Jahren sein Comeback in der Celeste. (Stand: 4. Juli 2013) Ein weiterer Einsatz folgte bislang nicht, allerdings gehörte er zuletzt beispielsweise auch bei den WM-Qualifikationsspielen am 26. März 2013 gegen Chile und am 6. September 2013 gegen Peru zum Kader, wurde jedoch nicht eingesetzt.

### Erfolge
- Uruguayischer Meister: 2008/09